# Mireille Dargent
Pour les articles homonymes, voir Dargent.
Mireille Dargent est une actrice française née en 1951.

## Biographie
Au cours sa courte carrière, Mireille Dargent a essentiellement tourné avec Jean Rollin. Elle tient, avec Marie-Pierre Castel, l'un des rôles principaux de Requiem pour un vampire en 1971 qui mêle vampirisme et érotisme. Au début de ce film, elle apparaît grimée en clown, personnage qu'elle reprend pour des prestations mimodramatiques dans La Rose de fer et dans Les Démoniaques.

## Filmographie
- 1971 : Requiem pour un vampire (ou Vierges et vampires) de Jean Rollin : Michelle
- 1973 :  Avortement clandestin ! de Pierre Chevalier : Sophie Beltois (sous le nom de Dylie Dargent)
- 1973 : La Rose de fer de Jean Rollin : le clown (sous le nom de Dily D'Argent)
- 1974 : Les Démoniaques (ou Deux vierges pour Satan) de Jean Rollin : le clown
- 1975 : Lèvres de sang de Jean Rollin :
- 1976 : Paris Porno de Marius Lesœur et  Jacques Orth :
- 2007 : La Nuit des horloges de Jean Rollin (Images d'archives)